# Supercoppa ucraina 2024 (pallavolo femminile)
La Supercoppa ucraina 2024, 8ª edizione della Supercoppa nazionale femminile di pallavolo, si è svolta il 3 novembre 2024: al torneo hanno partecipato due squadre di club ucraine e la vittoria finale è andata per la prima al Bukovynka.

## Formula
La formula ha previsto una gara unica.

## Squadre partecipanti
| Squadra   | Qualificazione                |
| --------- | ----------------------------- |
| Balta     | 3ª in Coppa d'Ucraina 2023-24 |
| Bukovynka | 3ª in Superliha 2023-24       |

## Torneo
| 3 novembre 2024 Sportyvnyj Kompleks Epicentr, Horodok Durata: 0h:59 - Spettatori: ? | Bukovynka | 3 - 1 | Balta | 25-16, 17-25, 25-16, 25-12 |

## Premi individuali
| Premio                 | Nome                  | Squadra   |
| ---------------------- | --------------------- | --------- |
| MVP                    | Lidiya Luchko         | Bukovynka |
| Miglior palleggiatrice | Stanislava Parfonova  | Bukovynka |
| Miglior opposto        | Anastasiia Berezovska | Balta     |
| Miglior schiacciatrice | Andriana Pavlyk       | Bukovynka |
| Miglior centrale       | Kseniia Ratii         | Balta     |
| Miglior libero         | Krystyna Nemceva      | Bukovynka |